# Norwegischer Fußballpokal der Männer 2003
Der norwegische Fußballpokal 2003 (kurz auch NM-Cup 2003 genannt) war die 98. Austragung des Fußballpokalwettbewerbs der Männer. Pokalsieger wurde Rosenborg Trondheim. Das Team erzielte in den sieben Spielen ein Torverhältnis von 51:5 und setzte sich im Finale mit 3:1 nach Verlängerung gegen FK Bodø/Glimt durch. Rosenborg sicherte sich zuvor schon den Meistertitel und startete deshalb in der UEFA Champions League. Der Startplatz für den UEFA-Pokal 2004/05 ging dadurch an den unterlegenen Pokalfinalisten.
Alle Begegnungen wurden in einem Spiel entschieden. Bei einem Unentschieden nach Verlängerung wurde der Sieger im Elfmeterschießen ermittelt.

## 1. Runde
| Datum      |                      | Ergebnis              |                     |
| ---------- | -------------------- | --------------------- | ------------------- |
| 06.05.2003 | Drøbak/Frogn IL      | 1:4                   | Borg Fotball        |
|            | IL Jotun             | 1:3                   | Hønefoss BK         |
|            | SK Sprint-Jeløy      | 4:2                   | Fossum IF           |
|            | Sandnes Ulf          | 0:4                   | Ålgård FK           |
| 07.05.2003 | Kvik Halden FK       | 8:1                   | Grüner IL           |
|            | FK Sparta Sarpsborg  | 4:2                   | FK Oslo Øst         |
|            | Fredrikstad FK       | 8:1                   | IL Runar Sandefjord |
|            | Rakkestad IF         | 0:4                   | Stabæk Fotball      |
|            | Moss FK              | 2:0                   | Tollnes BK          |
|            | Frigg Oslo FK        | 2:0                   | Lørenskog IF        |
|            | Mercantile SFK       | 8:1                   | Åssiden IF          |
|            | Groruddalen BK       | 0:8                   | Ham-Kam             |
|            | Bærum SK             | 2:0                   | Østsiden IL         |
|            | Asker Fotball        | 0:4                   | FK Gjøvik Lyn       |
|            | Fjellhamar FK        | 0:6                   | Raufoss IL          |
|            | Eidsvold Turn        | 0:1 n. V.             | FK Tønsberg         |
|            | Skjetten SK          | 2:1                   | Follo Fotball       |
|            | Kongsvinger IL       | 3:1                   | Ringsaker IF        |
|            | Nybergsund IL        | 3:0                   | Elverum Fotball     |
|            | Lillehammer FK       | 2:1                   | Kjelsås IL          |
|            | Brumunddal Fotball   | 0:6                   | Sogndal IL          |
|            | Hamar IL             | 0:6                   | Molde FK            |
|            | Kolbu/KK Fotball     | 0:7                   | Lyn Oslo            |
|            | IF Birkebeineren     | 1:2                   | Ullensaker/Kisa IL  |
|            | Notodden FK          | 2:8                   | Sandefjord Fotball  |
|            | Borre IF             | 2:3                   | Skeid Oslo          |
|            | FK Ørn-Horten        | 1:0                   | Larvik Fotball      |
|            | Eik IF Tønsberg      | 1:4                   | Strømsgodset IF     |
|            | Pors Grenland        | 5:1                   | Fagerborg BK        |
|            | Skotfoss TIF         | 1:5                   | Vålerenga Oslo      |
|            | FK Arendal           | 1:2                   | Odd Grenland        |
|            | FK Donn              | 1:1 n. V. (2:4 i. E.) | FK Jerv             |
|            | Flekkerøy IL         | 1:2                   | Start Kristiansand  |
|            | FK Mandalskameratene | 7:1                   | Randaberg IL        |
|            | Egersunds IK         | 2:3                   | Bryne FK            |
|            | Klepp IL             | 4:0                   | Vardeneset BK       |
|            | SK Vard Haugesund    | 2:1 n. V.             | FK Vidar            |
|            | Kopervik IL          | 1:5                   | Viking Stavanger    |
|            | Nest-Sotra IL        | 2:1                   | Fana IL             |
|            | Åsane Fotball        | 2:3                   | TIL Hovding         |
|            | IL Sandviken         | 0:3                   | Løv-Ham Fotball     |
|            | Fyllingen Fotball    | 1:1 n. V. (5:4 i. E.) | IL Varegg           |
|            | Lyngbø SK            | 0:4                   | Brann Bergen        |
|            | IL Hødd              | 7:0                   | Førde IL            |
|            | Langevåg IL          | 0:1                   | Stryn TIL           |
|            | Skarbøvik IF         | 3:0                   | Volda TI            |
|            | Haramsøy Nordøy FK   | 0:2                   | Aalesunds FK        |
|            | SK Træff             | 0:5                   | IL Averøykameratene |
|            | Clausenengen FK      | 2:0                   | Sunndal Fotball     |
|            | Buvik IL             | 00:17                 | Rosenborg Trondheim |
|            | Strindheim IL        | 5:1                   | Nidelv IL           |
|            | Ranheim IL           | 0:2                   | Byåsen Toppfotball  |
|            | Kolstad IL           | 0:3                   | Levanger FK         |
|            | Verdal IL            | 3:5                   | FK Bodø/Glimt       |
|            | Steinkjer FK         | 4:1                   | Beitstad FK         |
|            | Mo IL                | 1:0                   | IL Stålkameratene   |
|            | Narvik FK            | 3:2                   | IF Skarp            |
|            | FK Vesterålen        | 1:3                   | FK Lofoten          |
|            | Tromsdalen UIL       | 3:0                   | Skjervøy IK         |
|            | FK Senja             | 1:9                   | Tromsø IL           |
|            | Hammerfest FK        | 6:1                   | Bossekop UL         |
|            | Alta IF              | 3:1                   | Harstad IL          |
|            | Kirkenes IF          | 0:7                   | Lillestrøm SK       |
|            | IL Trott             | 0:6                   | FK Haugesund        |

## 2. Runde
| Datum      |                     | Ergebnis              |                      |
| ---------- | ------------------- | --------------------- | -------------------- |
| 13.05.2003 | Alta IF             | 2:2 n. V. (2:4 i. E.) | Tromsdalen UIL       |
|            | IL Averøykameratene | 0:3                   | Molde FK             |
|            | Frigg Oslo FK       | 0:5                   | Vålerenga Oslo       |
|            | FK Haugesund        | 1:0                   | TIL Hovding          |
|            | Rosenborg Trondheim | 15:00                 | Clausenengen FK      |
|            | Start Kristiansand  | 4:2                   | Klepp IL             |
|            | Strømsgodset IF     | 7:1                   | Bærum SK             |
|            | Ålgård FK           | 0:1                   | Viking Stavanger     |
| 19.05.2003 | FK Tønsberg         | 0:2                   | Odd Grenland         |
| 21.05.2003 | FK Bodø/Glimt       | 2:1                   | Mo IL                |
|            | Borg Fotball        | 1:2                   | Fredrikstad FK       |
|            | Bryne FK            | 5:1                   | SK Vard Haugesund    |
|            | Byåsen Toppfotball  | 3:2 n. V.             | Strindheim IL        |
|            | Fyllingen Fotball   | 1:3                   | Brann Bergen         |
|            | FK Gjøvik Lyn       | 2:4 n. V.             | Raufoss IL           |
|            | Ham-Kam             | 2:1                   | Skjetten SK          |
|            | Hønefoss BK         | 0:0 n. V. (4:3 i. E.) | Nybergsund IL        |
|            | FK Jerv             | 0:1                   | FK Mandalskameratene |
|            | Kongsvinger IL      | 1:1 n. V. (1:3 i. E.) | FK Ørn-Horten        |
|            | Levanger FK         | 2:1                   | Steinkjer FK         |
|            | Lillestrøm SK       | 7:2                   | Mercantile SFK       |
|            | FK Lofoten          | 6:0                   | Narvik FK            |
|            | Løv-Ham Fotball     | 2:3                   | Nest-Sotra IL        |
|            | Sandefjord Fotball  | 2:2 n. V. (5:3 i. E.) | Pors Grenland        |
|            | Skarbøvik IF        | 0:1                   | IL Hødd              |
|            | Skeid Oslo          | 1:0 n. V.             | Kvik Halden FK       |
|            | Sogndal IL          | 10:00                 | Lillehammer FK       |
|            | SK Sprint-Jeløy     | 0:4                   | Moss FK              |
|            | Stryn TIL           | 0:4                   | Aalesunds FK         |
|            | Tromsø IL           | 8:1                   | Hammerfest FK        |
| 22.05.2003 | Stabæk Fotball      | 2:0                   | FK Sparta Sarpsborg  |
| 04.06.2003 | Lyn Oslo            | 4:1                   | Ullensaker/Kisa IL   |

## 3. Runde
| Datum      |                      | Ergebnis              |                     |
| ---------- | -------------------- | --------------------- | ------------------- |
| 25.06.2003 | Fredrikstad FK       | 1:2                   | Lillestrøm SK       |
|            | Moss FK              | 1:2                   | Stabæk Fotball      |
|            | Vålerenga Oslo       | 2:1                   | Sandefjord Fotball  |
|            | Ham-Kam              | 2:3                   | Lyn Oslo            |
|            | Raufoss IL           | 2:2 n. V. (4:1 i. E.) | Hønefoss BK         |
|            | Odd Grenland         | 1:2                   | FK Ørn-Horten       |
|            | FK Mandalskameratene | 3:0                   | Start Kristiansand  |
|            | Viking Stavanger     | 3:0                   | Nest-Sotra IL       |
|            | Sogndal IL           | 1:0                   | Byåsen Toppfotball  |
|            | Aalesunds FK         | 4:2                   | IL Hødd             |
|            | Molde FK             | 0:1                   | Skeid Oslo          |
|            | Levanger FK          | 0:3                   | Tromsø IL           |
|            | FK Lofoten           | 1:6                   | Rosenborg Trondheim |
|            | Tromsdalen UIL       | 1:2                   | FK Bodø/Glimt       |
| 26.06.2003 | FK Haugesund         | 3:2                   | Bryne FK            |
|            | Brann Bergen         | 4:3                   | Strømsgodset IF     |

## 4. Runde
| Datum      |                     | Ergebnis                |                      |
| ---------- | ------------------- | ----------------------- | -------------------- |
| 23.07.2003 | Rosenborg Trondheim | 5:0                     | Lyn Oslo             |
| 06.08.2003 | Raufoss IL          | 6:1                     | FK Mandalskameratene |
|            | Skeid Oslo          | 2:2 n. V. (4:3 i. E.)   | Sogndal IL           |
|            | FK Ørn-Horten       | 1:3                     | FK Bodø/Glimt        |
|            | Viking Stavanger    | 1:2                     | FK Haugesund         |
|            | Lillestrøm SK       | 1:1 n. V. (10:11 i. E.) | Vålerenga Oslo       |
| 07.08.2003 | Stabæk Fotball      | 2:4                     | Aalesunds FK         |
|            | Tromsø IL           | 1:0                     | Brann Bergen         |

## Viertelfinale
| Datum      |                | Ergebnis |                     |
| ---------- | -------------- | -------- | ------------------- |
| 27.08.2003 | FK Bodø/Glimt  | 3:0      | Aalesunds FK        |
|            | Tromsø IL      | 2:0      | Raufoss IL          |
|            | Vålerenga Oslo | 1:3      | Skeid Oslo          |
| 17.09.2003 | FK Haugesund   | 2:3      | Rosenborg Trondheim |

## Halbfinale
| Datum      |                     | Ergebnis |               |
| ---------- | ------------------- | -------- | ------------- |
| 02.10.2003 | Rosenborg Trondheim | 2:1      | Skeid Oslo    |
| 14.10.2003 | Tromsø IL           | 0:3      | FK Bodø/Glimt |

## Finale
| FK Bodø/Glimt                  | FK Bodø/Glimt | Rosenborg Trondheim | Rosenborg Trondheim |
| ------------------------------ | --- | --- | ------------------- |
| FK Bodø/Glimt                  | \| Finale \| \| 9. November 2003 \| \| Ergebnis: 1:3 n. V. (1:1, 1:1) \| \| Zuschauer: 25.447 \| \| Schiedsrichter: Terje Hauge \| \| Spielbericht \| | \| Finale \| \| 9. November 2003 \| \| Ergebnis: 1:3 n. V. (1:1, 1:1) \| \| Zuschauer: 25.447 \| \| Schiedsrichter: Terje Hauge \| \| Spielbericht \| | Rosenborg Trondheim |
| FK Bodø/Glimt                  | Tor Egil Horn – Kristoffer Paulsen Vatshaug (103. Trond Olsen), Fredrik Kjølner, Cato André Hansen, Håvard Halvorsen – Runar Berg, Olav Råstad, André Hanssen – Aasmund Bjørkan (68. Trond Fredrik Ludvigsen), Stig Johansen , Christian Berg (90. Jan Egil Brekke) Cheftrainer: Øystein Gâre | Espen Johnsen – Christer Basma, Vidar Riseth, Erik Hoftun , Ståle Stensaas – Fredrik Winsnes (120. Torjus Hansén), Ørjan Berg, Roar Strand (78. Jan Gunnar Solli) – Øyvind Storflor (84. Azar Karadaş), Frode Johnsen, Harald Brattbakk Cheftrainer: Åge Hareide | Rosenborg Trondheim |
| FK Bodø/Glimt                  | 1:0 Stig Johansen (28.) | 1:1 Frode Johnsen (35.) 1:2 Jan Gunnar Solli (105.) 1:3 Jan Gunnar Solli (120.) | Rosenborg Trondheim |
| FK Bodø/Glimt                  | Stig Johansen (11.), Cato André Hansen (36.) | Harald Martin Brattbakk (31.), Øyvind Storflor (41.) | Rosenborg Trondheim |
| Finale                         | | |                     |
| 9. November 2003               | | |                     |
| Ergebnis: 1:3 n. V. (1:1, 1:1) | | |                     |
| Zuschauer: 25.447              | | |                     |
| Schiedsrichter: Terje Hauge    | | |                     |
| Spielbericht                   | | |                     |